# Riki Kitawaki
Riki Kitawaki (ur. 22 listopada 1985 w Tokio) – japoński piłkarz występujący na pozycji pomocnika.

## Kariera piłkarska
Od 2005 do 2014 roku występował w Tacuary, 29 de Setiembre, Presidente Hayes, Júbilo Iwata i Azul Claro Numazu.